# 페르난두 셰페르
페르난두 물렌베르그 셰페르(브라질 포르투갈어: Fernando Muhlenberg Scheffer, 1998년 4월 6일~)는 브라질의 수영 선수로 주 종목은 자유형이다. 올림픽에 2회 참가하여 2020년 하계 올림픽 자유형 200m 부문에서 동메달을 획득했으며 세계 쇼트 선수권 대회에서 금메달 1개, 동메달 1개를 획득했다. 